# شاين جونسون (ممثل)
شاين جونسون (بالإنجليزية: Shane Johnson)‏ هو ممثل أمريكي، ولد في 29 فبراير 1976.

## أعمال

### مسلسلات
- باور

## وصلات خارجية
- شاين جونسون على موقع IMDb (الإنجليزية)
- شاين جونسون على موقع قاعدة بيانات الفيلم (الإنجليزية)